# Himalayacalamus
Himalayacalamus es un género de plantas herbáceas de la familia de las poáceas. Es originario del Himalaya. Comprende 10 especies descritas y de estas, solo 8 aceptadas.
El género es a menudo confundido con Drepanostachyum. A diferencia de Drepanostachyum, que tiene las ramas iguales, las especies de Himalayacalamus tiene una rama dominante.
Algunos autores lo incluyen en el género Thamnocalamus.

## Taxonomía
El género fue descrito por Pai Chieh Keng y publicado en Journal of Bamboo Research 2(1): 23. 1983.  La especie tipo es: Himalayacalamus falconeri (Hook.f. ex Munro) Keng f.	 	

## Especies aceptadas
A continuación se brinda un listado de las especies del género Himalayacalamus aceptadas hasta noviembre de 2013, ordenadas alfabéticamente. Para cada una se indica el nombre binomial seguido del autor, abreviado según las convenciones y usos.  
- Himalayacalamus asper Stapleton
- Himalayacalamus brevinodus Stapleton
- Himalayacalamus collaris (T.P.Yi) Ohrnb.
- Himalayacalamus cupreus Stapleton
- Himalayacalamus falconeri (Hook.f. ex Munro) Keng f.
- Himalayacalamus fimbriatus Stapleton
- Himalayacalamus hookerianus (Munro) Stapleton
- Himalayacalamus porcatus Stapleton